# Franziskanerkirche (Würzburg)

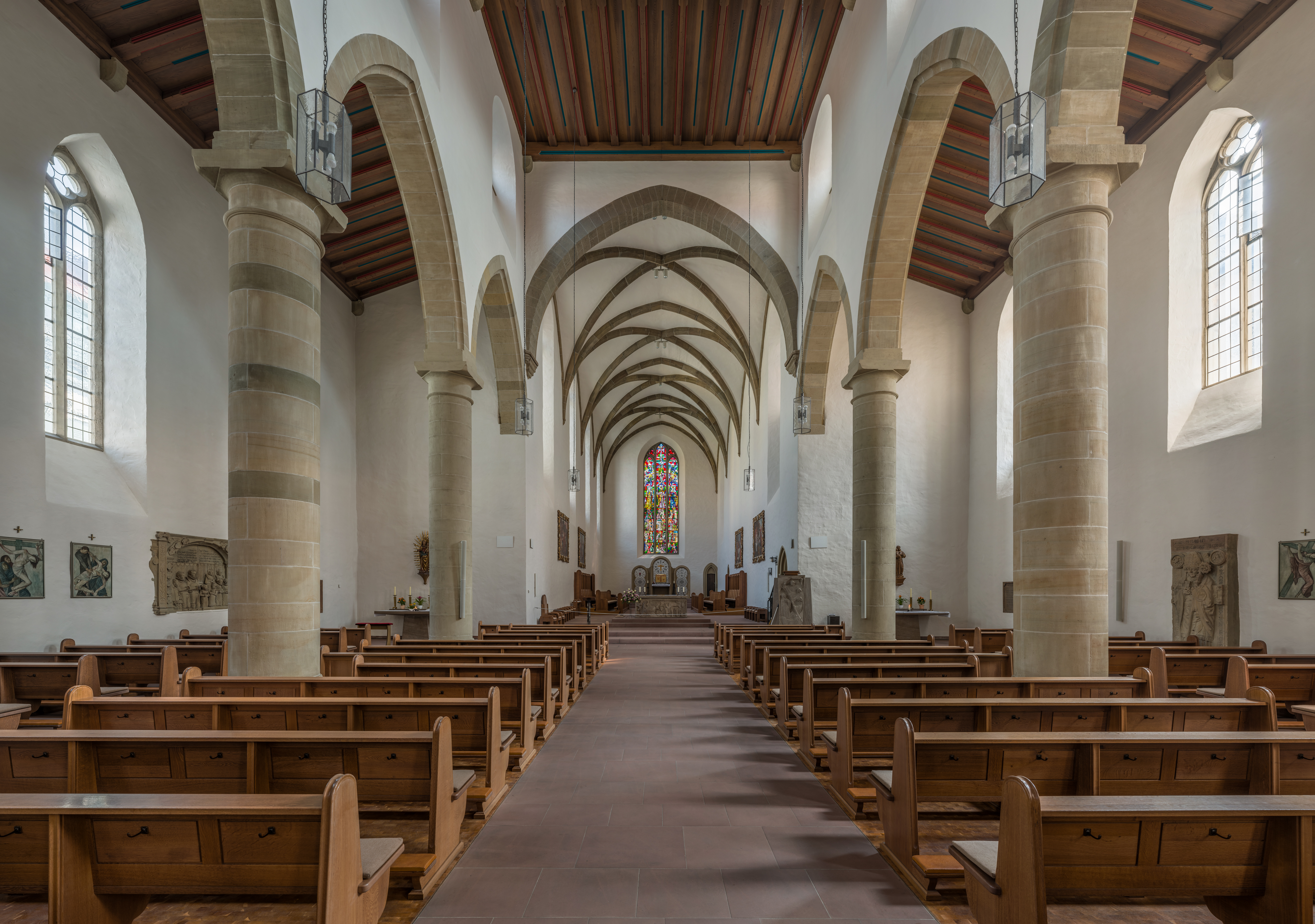
Das Kirchenschiff mit dem Chor

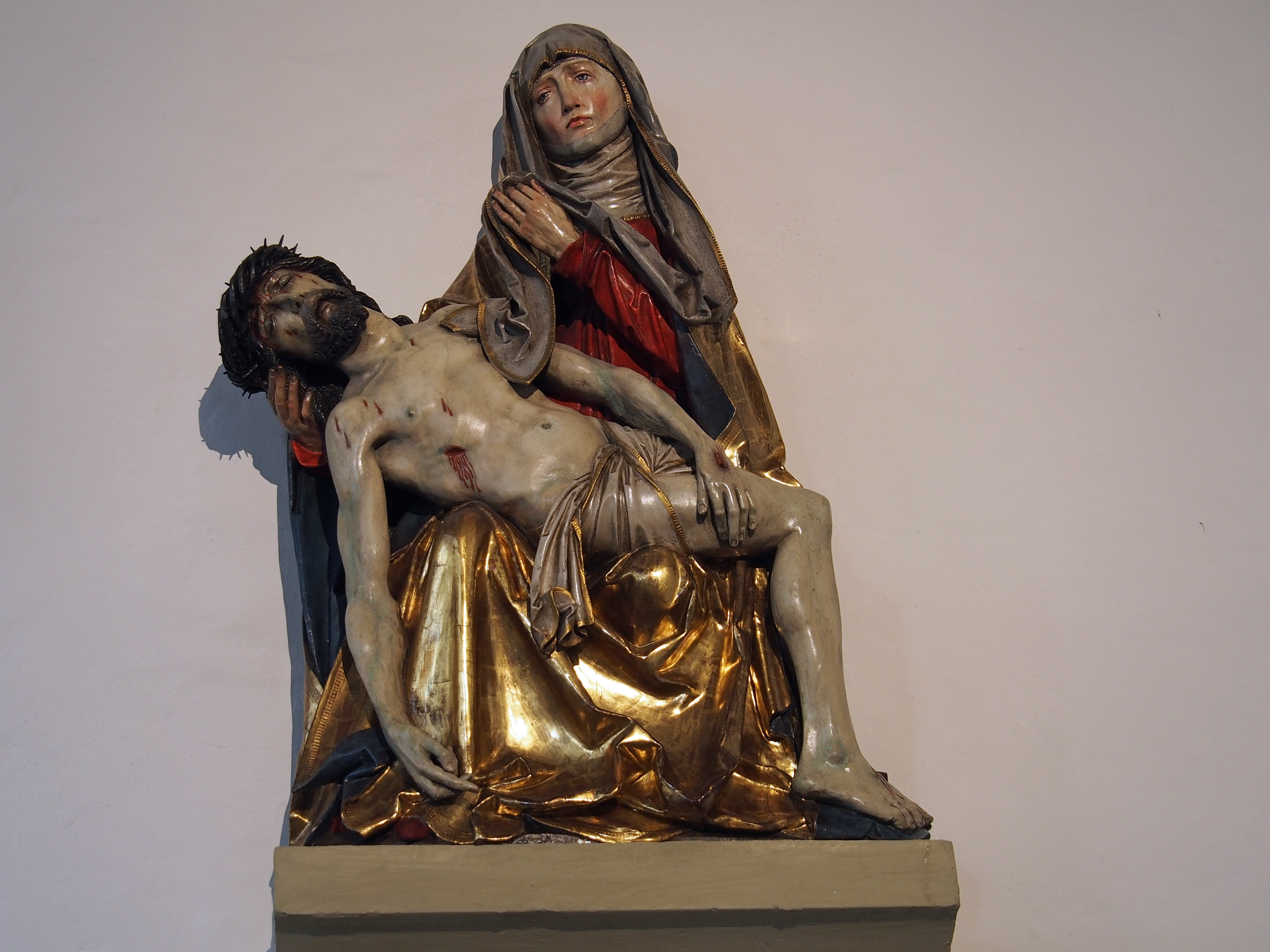
Die Pietà aus der Riemenschneider-Werkstatt

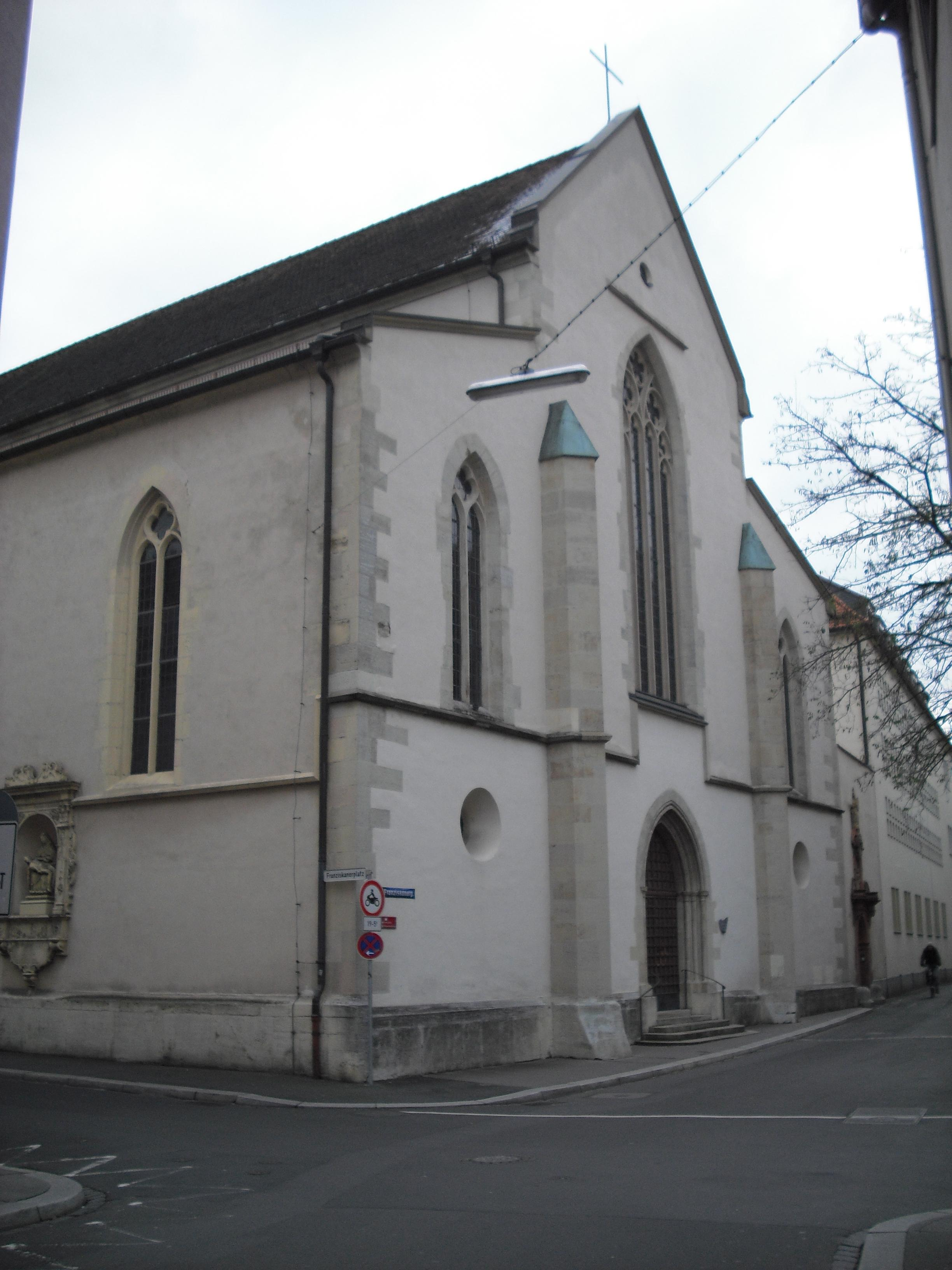
Die Franziskanerkirche in Würzburg. An der Nordfassade (links) das Grabmal von Johann Albert mit Pietà, 1633

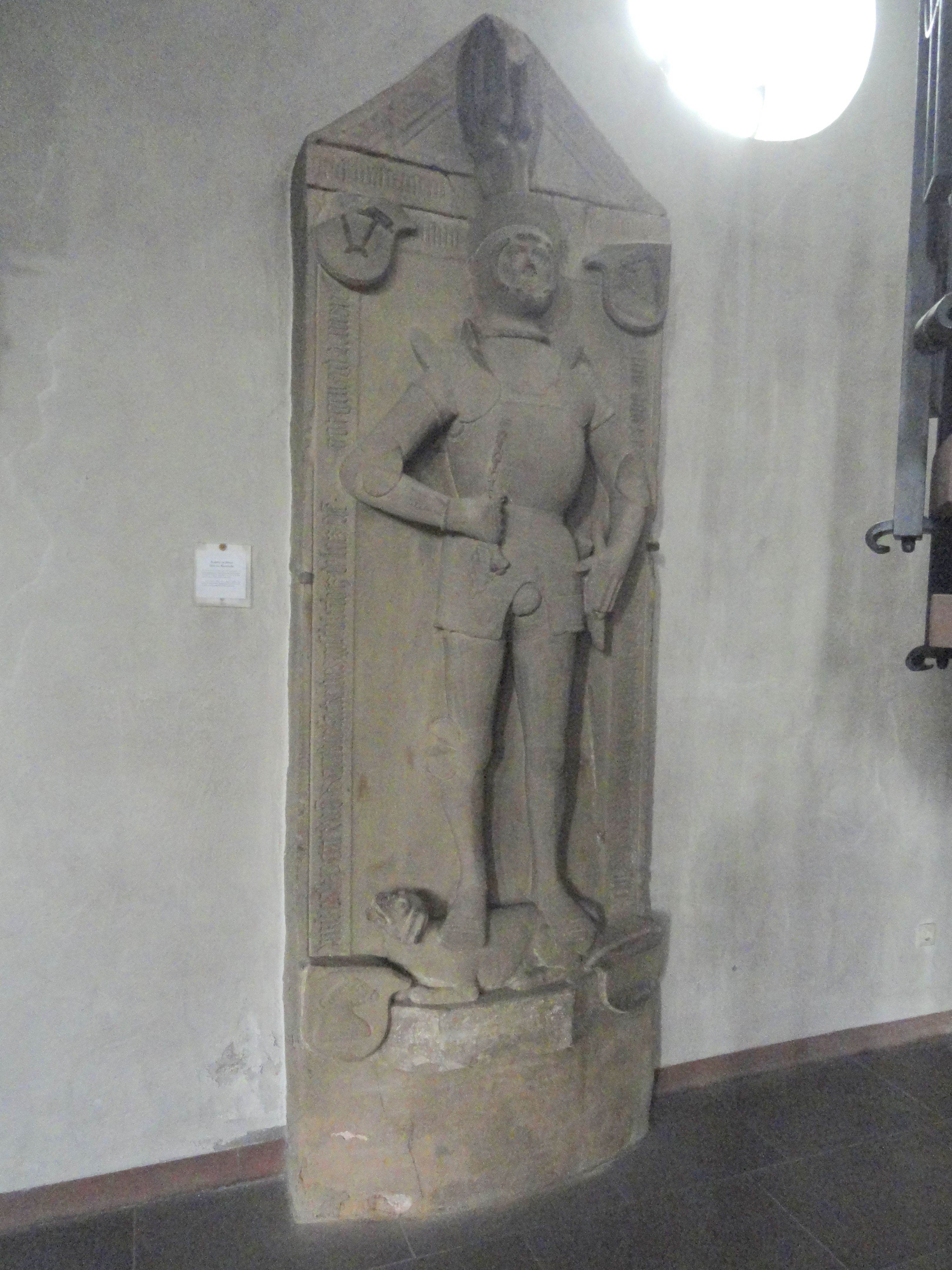
Grabmal des Peter von Randersacker († 1540)

Die Franziskanerkirche (Heilig Kreuz) ist ein katholisches Kirchengebäude in Würzburg des Franziskaner-Minoritenklosters Würzburg. Die Klosterkirche des Franziskanerordens befindet sich in der Innenstadt zwischen Franziskanergasse und Franziskanerplatz.

## Geschichte
Die Ordensniederlassung in Würzburg ist die älteste in Deutschland. Die Franziskaner kamen im Jahr 1221 nach Würzburg, noch zu Lebzeiten des Ordensgründers Franz von Assisi (1181/82–1226). Die Niederlassung, anfangs außerhalb der Stadtmauer, wurde im Jahr 1249 in die Stadt verlegt. Im selben Jahr wurde mit dem Bau der Kirche begonnen. Um das Jahr 1280 war sie als dreischiffige Basilika mit gerade geschlossenem östlichen Chor fertiggestellt. Der Chor besaß ein Kreuzrippengewölbe, wohingegen das Langhaus flachgedeckt war. Unter Fürstbischof Julius Echter von Mespelbrunn wurden im Jahr 1614 die Flachdecken in den drei Kirchenschiffen entfernt und diese eingewölbt. Am Ende des 17. Jahrhunderts erhielt die Kirche eine barocke Ausstattung, die im Jahr 1882 wieder entfernt wurde. Beim Bombenangriff auf Würzburg am 16. März 1945 wurde die Kirche von einer Luftmine getroffen und zu einem großen Teil zerstört. Nach der Überdachung des unbeschädigt gebliebenen Chorgewölbes im Jahr 1946 begann 1947 der Wiederaufbau unter Regierungsbaumeister Gustav Heinzmann aus Würzburg. Mit Eisenträgern und Stahlrohren wurde über dem Langhaus ein Notdach aufgerichtet. Bei den eigentlichen Bauarbeiten ab dem Jahr 1952 behielt man diese Notlösung mit flachen Holzdecken bei. Am 16. Oktober 1954 weihte Bischof Julius Döpfner den Altar. Nach einem Dachstuhlbrand am 19. Mai 1986  beschloss der Orden, das Langhaus in den ursprünglichen Zustand vor 1614 zu versetzen. Diese Maßnahme wurde mit der erneuten Altarweihe durch Bischof Paul-Werner Scheele am 3. Oktober 1988 zum Abschluss gebracht.
Der franziskanischen Schlichtheit entsprechend, ist die Kirche mit nur wenigen Kunstwerken ausgestattet:
- Der Sakramentsaltar aus Sandstein, hergestellt 1989 durch Edmund Borst aus Kleinrinderfeld,
- darin der schöne Tabernakel, den Franz Joseph Amberg 1954 schuf,
- an der linken Chorwand befand sich bis 2015 die Statue des heiligen Franziskus, 1892 geschaffen von Matthäus Schiestl d. Ä.[1] (1834–1915),
- über dem Votivaltar des südlichen Seitenschiffs die Figur des heiligen Antonius von Padua vom selben Künstler,
- über dem Votivaltar des nördlichen Seitenschiffs eine geschnitzte spätgotische Madonna aus der Zeit um 1475,
- unter der Empore eine Pietà von 1515 aus der Werkstatt Tilman Riemenschneiders, ursprünglich in der 1824 abgebrochenen Karmelitenkirche.
- ebenfalls eine Pietà zeigt in einer halbrunden Nische an der Nordfassade das Epitaph für den 1633 verstorbenen Gastwirt und Büttner Johann Albert (Laut Bruhns[2] stammt es von dem Bildhauer Balthasar Grohe, einem Schüler[3] von Michael Kern).[4]
- ein Epitaph der 1407 gestorbenen Anna Zingel, der Ehefrau des Hofschultheißen Urban Zingel.[5]

Die Orgel wurde im Jahr 1989 von der Firma Peter in Köln eingebaut.

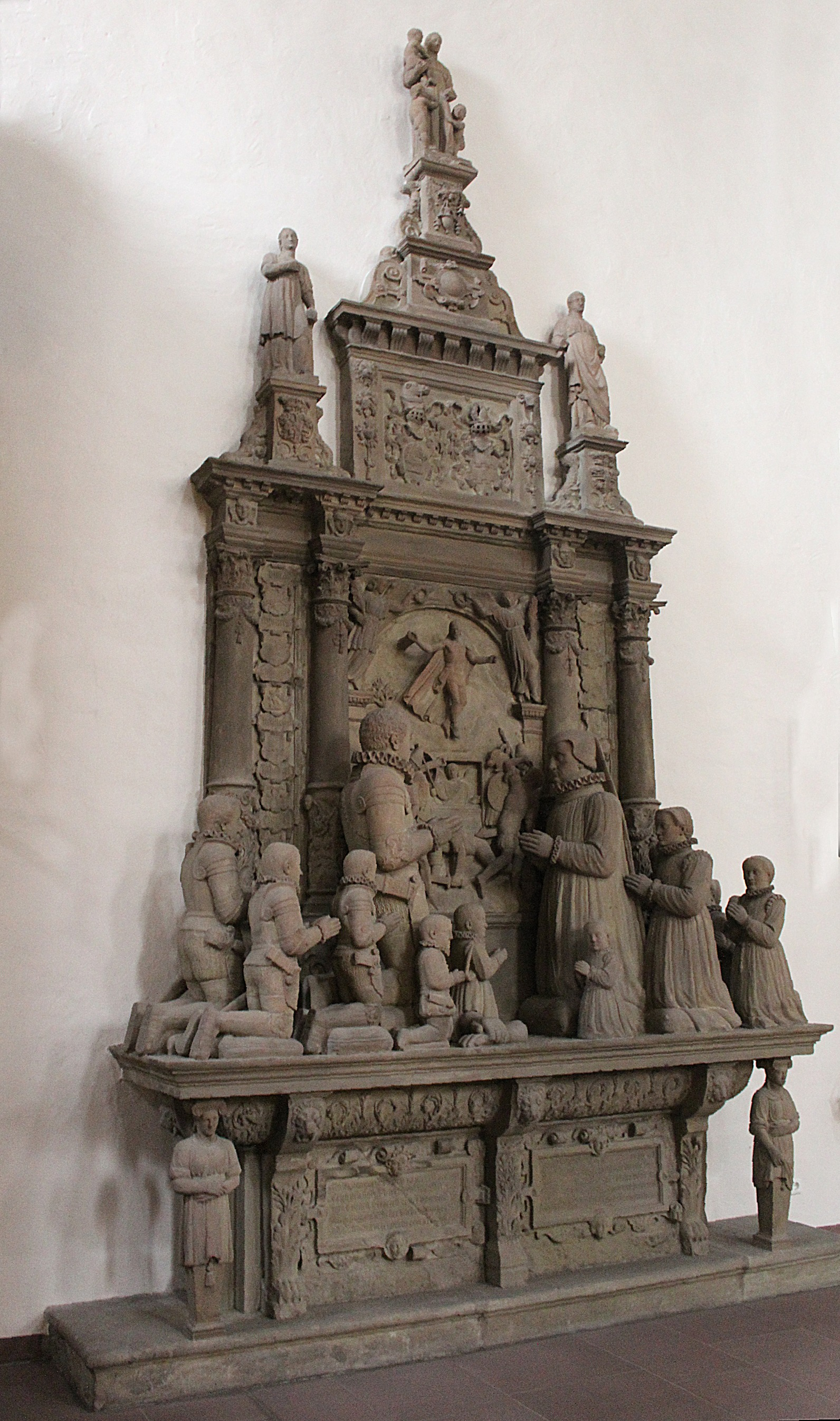
Epitaph für Heinrich Zobel von Giebelstadt, um 1589 (wahrscheinlich von Johann Robin oder aus dessen Werkstatt)

Die Kirche birgt 18 bedeutende Grabmäler des 14. bis 16. Jahrhunderts.